# Christian Lorenz
Christian Lorenz (Oost-Berlijn, 16 november 1966), is een Duitse muzikant, het meest bekend als de toetsenist van de Duitse Tanz-Metall- of dansmetalband Rammstein.

## Biografie
Lorenz heeft een drie jaar oudere broer. Hij groeide op (en woont nog steeds) in het Berlijnse stadsdeel Prenzlauer Berg (nu een deel van de wijk Pankow), waar hij nog steeds langs zijn oude school rijdt als hij naar de bandrepetities gaat.
Lorenz is een beroepspianist, maar hij vindt zichzelf niet heel goed. Volgens Flake zelf begon hij met pianospelen omdat een oude vriend uit zijn kindertijd al vanaf zijn derde piano speelde. Zijn ouders stuurden hem naar een muziekschool. Later kochten zijn ouders een piano voor hem ter waarde van 1000 Oost-Duitse mark.
Flake was in zijn tienerjaren verslaafd aan rock-'n-roll. Hij stopte met de muziekschool om met zijn vader jazz te gaan spelen. "Toen ik me bij mijn eerste band aansloot," aldus Flake, "merkte ik dat ik geen moderne muziek kan spelen. Ik kan het nog steeds niet!"
Toen hij zestien werd, werd hij gereedschapsmaker, wat een zeer korte carrière voor hem zou worden.

## Feeling B
In 1983, toen hij zeventien was, begon hij te spelen in de band Feeling B met Paul H. Landers en Aljoscha Rompe, een Zwitser die in Oost-Berlijn woonde.
Feeling B begon in de ondergrondse punkscene. Aan het eind van de DDR was Feeling B een van de meest gerespecteerde en invloedrijke bands in Oost-Berlijn, ondanks hun ondergrondse status.
Flake deelde met Landers tijdens hun jonge jaren een flat. Als ze niet speelden, verkochten ze op de zwarte markt jassen gemaakt van onder meer beddengoed. Twee jassen per maand verkopen stond gelijk aan een gemiddeld salaris.
De groep viel halverwege 1990 uiteen. Bij speciale gelegenheden kwam de band soms weer bij elkaar om op te treden, totdat Rompe in november 2000 overleed.

## Rammstein
In 1994 deden Till Lindemann, Richard Z. Kruspe, Oliver Riedel en Christoph Schneider mee aan de Berlin Senate Metro Beat Contest, die zij wonnen en die hen vervolgens in staat stelde een demo-cd met vier nummers op te nemen. Paul Landers kwam later bij de band en Flake als laatste. Aanvankelijk wilde hij niet, maar de andere bandleden wisten hem toch over te halen lid te worden van de band die later bekend zou staan als Rammstein. Hij dacht dat de band te saai zou zijn, maar toen hij eenmaal meedeed, kon worden begonnen aan het eerste album, Herzeleid (hartzeer).
Flake is waarschijnlijk het bekendst geworden door de controversiële live-uitvoering van het lied "Bück Dich" ("buk"), waarin hij en zanger Lindemann sodomie simuleerden met een waterspuitende dildo. Op 23 september 1998 werden beiden hiervoor in Amerika gearresteerd. Maanden later werden ze veroordeeld tot een boete van 100 dollar.
Flake werd ook bekend door het "crowdsurfen" in een rubberen bootje tijdens het nummer "Seemann" ("zeeman"). Riedel nam dit in 2002 van hem over, omdat Flake enkele keren gewond was geraakt. Tijdens een concert in Sint-Petersburg in 2001 was hij zelfs door de menigte uit het bootje getrokken en bijna geheel ontkleed.
Tijdens Pinkpop 2010, waar Rammstein de openingsavond afsloot, was Flake echter weer te zien in het rubberen bootje. Ook op Rock Werchter dobberde hij een paar maanden later rond.

## Privéleven
Er is weinig bekend over Flakes privéleven, omdat hij hierover niet veel kwijt wil. Wel is bekend dat hij een keer is gescheiden en drie kinderen heeft, onder wie een dochter. Op 12 september 2008 trouwde hij opnieuw. De band Knorkator gaf voor deze gelegenheid een akoestisch privéoptreden. Flake is amateurschilder en houdt van oldtimers.

## Bijnamen
Christian Lorenz wordt meestal Flake genoemd, maar ook Doktor. Dit laatste is het gevolg van het feit hij ooit chirurg wilde worden, maar doordat hij had geweigerd te dienen in de Nationale Volksarmee had hij nooit kunnen studeren. Waarom hij Flake wordt genoemd, is onbekend; het is een bijnaam uit zijn jeugd die gewoon is gebleven.